# Louis Charles Antoine
Pour les articles homonymes, voir Antoine.
Louis Charles Antoine est un ingénieur du génie de la Marine française et un physicien français, né le 29 mai 1825 à Rambervillers et mort le 1er avril 1898 à Brest. Ce polytechnicien vosgien a donné son nom à l'équation d'Antoine.

## Biographie
Entré en 1842 à l'École polytechnique après son frère aîné Charles-Eugène né en 1823, ce fils de Charles Joseph Antoine, obscur maître de pensionnat vosgien à Rambervillers, et de Marie Anne Eugénie Thiriet suit les traces de son frère en choisissant comme école d'application, l'école du génie maritime.
Il épouse le 29 septembre 1851 Marie-Gabrielle Balland, une amie d'enfance, fille du médecin rambuvetais Jean-Joseph Balland décédé en 1838. Le couple a un fils.
En 1866, Louis Charles épouse en secondes noces Elisa Delioux de Savignac, fille du médecin de marine Auguste Delioux de Savignac.
Son lieu de fin de vie n'est pas connu des érudits vosgiens.

## Une carrière d'officier de génie maritime
En 1854 le jeune officier, après avoir navigué, est nommé sous-ingénieur de première classe à l'arsenal de Brest. Il est chargé par l'amirauté de trouver des applications propices à la réduction de la consommation des combustibles sur les grands navires de guerre. Une partie des solutions est publiée ultérieurement en 1880 dans les deux volumes intitulés Calcul des propulseurs hélicoïdaux. 
Après avoir été promu ingénieur de deuxième classe, l'officier Antoine est affecté de 1862 à 1864 à Saïgon. Il y prend la direction technique d'un arsenal et s'intéresse avec son collègue Berrier-Fontaine à la résistance des matériaux. Il ne publie ses travaux qu'après 1880.
Pendant la guerre de 1870, il est ingénieur de première classe à l'arsenal de Lorient. De 1871 à 1879, il étudie autant les questions de roulis des bâtiments en eau calme que les caractéristiques des lames en haute mer. À partir de 1872, il est autorisé à contribuer à de nombreuses publications. 
Il est mis à la retraite le 25 avril 1886.

## Un chercheur en physique appliquée
Antoine a mené durant une grande partie de sa carrière, au moins vingt années, de gros travaux sur l'amélioration des cordages livrés aux arsenaux de la Marine. Cette étude l'a mené sur les rives de la Loire, pour déterminer les propriétés de la matière fibreuse nommée chanvre et de sa transformation en fil et cordage. En 1881, il met au point de nouveaux cordages aux sulfates de fer, goudronnés en fils. 
Même après sa retraite, cet ingénieur naval reste un chercheur en génie maritime et s'adonne intensément à la recherche physique. La loi d'Antoine simplifie communément les propriétés des vapeurs par une expression des pressions de vapeur. Elle est publiée dans les Annales de Chimie et de Physique en 1891. 
Il détermine la résistance à l'avancement des carènes et s'exerce au calcul des hélices.

## Hommages
Après été avoir reçu chevalier de la légion d'honneur le 31 décembre 1860, il est nommé au grade d'officier le 5 février 1871.